# Leila Jaffel
Leïla Jaffel (Radès, 29 de agosto de 1960) es una magistrada y política tunecina. Desde el 11 de octubre de 2021 es la ministra de Justicia de Túnez en el gobierno de Najla Bouden. Fue Ministra de Cuestiones de Estado y Asuntos Territoriales en el gobierno de Hichem Mechichi desde septiembre de 2020 hasta febrero de 2021 .

## Biografía
Se licenció en derecho privado en 1985 y obtuvo el certificado de competencia para la profesión jurídica en 1986.
Se incorporó a la magistratura en 1987. De 1994 a 1998 trabajó como jueza en el tribunal de Grombalia, después fue consejera en la corte de apelación de Túnez (1999-2000) y posteriormente como consejera en el circuito penal del tribunal de primera instancia de Túnez de 2000 a 2003.
En 2008 se convirtió en la primera presidenta del Tribunal de Apelación de Nabeul y  presidenta del tribunal de primera instancia de Grombalia.

### Carrera política
Fue nombrada ministra de Cuestiones Estatales y Asuntos Territoriales en el gobierno de Hichem Mechichi en septiembre de 2020 siendo la primera mujer en ocupar este cargo. En octubre de 2021 fue nombrada ministra de Justicia en el gobierno de Najla Bouden, la primera mujer jefa de gobierno en Túnez y un país árabe.